# قانون احتكار النفط لسنة 1927
قانون احتكار النفط لسنة 1927 (بالإسبانية: Ley del Monopolio de Petróleos de 1927)‏ (المعروف أيضًا باسم مرسوم ملكي بقانون بتاريخ 28 يونيو 1927) هو قانون إسباني تم إقراره خلال دكتاتورية الجنرال بريمو دي ريفيرا والذي بموجبه أسس احتكار الدولة لتجارة واستغلال النفط.

## المحتويات
وكانت أهم النقاط في القانون هي:
- احتكار استيراد النفط الخام والمنتجات البترولية.
- احتكار تكرير المنتجات البترولية.
- احتكار تخزين النفط الخام والمنتجات النفطية.
- احتكار توزيع المنتجات البترولية.
- احتكار بيع المنتجات البترولية بالتجزئة.
- احتكار استكشاف وإنتاج الهيدروكربونات في إسبانيا.

لتنفيذ جميع هذه الأنشطة بدأت الدولة بإنشاء شركة محترفة لإدارة احتكار الوقود. من خلال المرسوم الملكي المؤرخ 17 أكتوبر 1927، تم منح هذا الامتياز إلى شركة كامبسا CAMPSA مع امتياز لإدارة الاحتكار لمدة 20 سنة. وستكون CAMPSA شركة محدودة حيث شركائها الرئيسيون أكبر البنوك الإسبانية. بالإضافة إلى ذلك وبموجب أحكام المرسوم الملكي المؤرخ 28 يونيو 1927 ، تحتفظ الدولة بحصة 30٪ في الشركة.
انتهى الاحتكار في 1991 بإصدار المرسوم الملكي رقم 4 لسنة 1991 الصادر في 29 نوفمبر بشأن التدابير العاجلة للتكيف التدريجي لقطاع النفط مع الإطار المجتمعي.